# SC Heracles '74 in het seizoen 1985/86
Het seizoen 1985/1986 was het 32e jaar in het bestaan van de Almelose voetbalclub SC Heracles '74. De club kwam uit in de Eredivisie en eindigde daarin op de 18e plaats, dit betekende dat de club rechtstreeks degradeerde naar de Eerste divisie. Tevens deed de club mee aan het toernooi om de KNVB Beker, hierin werd in de tweede ronde verloren van Marken (1–3).

## Wedstrijdstatistieken

### Eredivisie
|       | Ajax  | AZ '67 | FC Den Bosch '67 | Excelsior | Feyenoord | Fortuna Sittard | Go Ahead Eagles | FC Groningen | FC Haarlem | MVV   | N.E.C. | PSV   | Roda JC | Sparta Rotterdam | FC Twente | FC Utrecht | VVV   |
| ----- | ----- | ------ | ---------------- | --------- | --------- | --------------- | --------------- | ------------ | ---------- | ----- | ------ | ----- | ------- | ---------------- | --------- | ---------- | ----- |
| Thuis | 1 – 8 | 1 – 1  | 0 – 3            | 1 – 2     | 2 – 5     | 0 – 3           | 1 – 0           | 0 – 4        | 2 – 2      | 0 – 2 | 2 – 2  | 0 – 2 | 1 – 8   | 0 – 0            | 0 – 0     | 2 – 3      | 0 – 2 |
| Uit   | 7 – 0 | 2 – 0  | 4 – 0            | 3 – 0     | 5 – 1     | 1 – 0           | 2 – 2           | 1 – 0        | 5 – 2      | 1 – 0 | 3 – 0  | 5 – 0 | 4 – 1   | 6 – 1            | 0 – 3     | 0 – 2      | 3 – 1 |

### KNVB Beker
| 1e ronde                                                         | Rood Wit W                                                  | 0 – 2 (0 – 2) | Heracles                            |
| 13 oktober 1985 Plaats: Sint Willebrord Sportpark De Gagelrijzen |                                                             |               | 7' John ter Mors 32' Hendrie Krüzen |
| 2e ronde                                                         | Marken                                                      | 3 – 1 (1 – 0) | Heracles                            |
| 23 november 1985 Plaats: Marken Sportcomplex Nooitgedacht        | Martin Boes 40' Piet Springer 55' Thijs Schipper 85' (pen.) |               | 49' Hendrie Krüzen                  |

## Statistieken SC Heracles '74 1985/1986

### Eindstand SC Heracles '74 in de Nederlandse Eredivisie 1985 / 1986
| Stand | Gespeeld | Gewonnen | Gelijk | Verloren | Punten | Doelpunten voor | Doelpunten tegen |
| ----- | -------- | -------- | ------ | -------- | ------ | --------------- | ---------------- |
| 18e   | 34       | 3        | 6      | 25       | 12     | 26              | 99               |

### Topscorers
| #      | Naam           | Goal |
| ------ | -------------- | ---- |
| 1.     | Rudy Metz      | 7    |
| 2.     | Hendrie Krüzen | 4    |
| 2.     | John ter Mors  | 4    |
| 2.     | Ruud Schepers  | 4    |
| 5.     | Henk ten Cate  | 1    |
| 5.     | Ab Gritter     | 1    |
| 5.     | Rob Poell      | 1    |
| 5.     | Koen Reinerink | 1    |
| 5.     | Ray Richardson | 1    |
| 5.     | Wim van Til    | 1    |
| 5.     | Ben Wigger     | 1    |
| Totaal | Totaal         | 26   |

| #      | Naam           | Goal |
| ------ | -------------- | ---- |
| 1.     | Hendrie Krüzen | 2    |
| 2.     | John ter Mors  | 1    |
| Totaal | Totaal         | 3    |

## Voetnoten
Ajax ·
AZ '67 ·
FC Den Bosch '67 ·
Excelsior ·
Feyenoord ·
Fortuna Sittard ·
Go Ahead Eagles ·
FC Groningen ·
Haarlem ·
Heracles '74 ·
MVV ·
N.E.C. ·
PSV ·
Roda JC ·
Sparta Rotterdam ·
FC Twente ·
FC Utrecht ·
VVV